# Maurice Meunier (Musiker)
Maurice Auguste Jules Meunier (* 3. Oktober 1925 in Paris; † 22. Oktober 1990 in Saint-Paul-en-Forêt, Département Var) war ein französischer Jazzmusiker (Klarinette, Alt- und Tenorsaxophon).

## Wirken
Meunier spielte zunächst bei Francis Charpin, dann bei Michel de Villers und mit dem Pianisten Léo Chauliac sowie mit Pierre Spiers, um dann im Pariser Schubert Noël Chiboust zu ersetzen. 1947 nahm er mit Django Reinhardt auf (zu hören an der Klarinette in Titeln wie „Babik“, „Blues Clair“ oder „What Kind of Friend“) und Musikern um den Hot Club de France (u. a. nit Raymond Cicurel, Eddie Bernard, Jean-Pierre Sasson, Georges Hadjo, Gaston Léonard, André Persiany). 1950 gehörte er den Géo Daly All Stars (mit Christian Bellest, Michel de Villers, Raymond Fol, Jean Bonal, Jean Bouchety und Roger Paraboschi) an; im selben Jahr nahm er mit Fol, Bouchety und Paraboschi für das Label Swing erstmals unter eigenem Namen auf („Morry’s Tune“/„Annie Laurie“) und spielte mit ihnen auch 1954 bei Jamsessions im Jazzclub St. Germain-des-Pres. Mitte des Jahrzehnts arbeitete er mit Jack Dieval, André Persiany, Roy Haynes, Michel de Villers, Lionel Hampton, Nelson Williams und Henri Crolla. 1956 nahm er ein erstes Album für Barclay auf. In den 1980er-Jahren spielte er erneut mit Michel de Villers; letzte Aufnahmen Meuniers entstanden 1986 im Trio mit Louis Stewart (Gitarre) und Michel Gaudry (Bass). Im Bereich des Jazz war er von 1942 bis 1986 bei 32 Aufnahmesessions beteiligt.

## Diskographische Hinwrise
- Maurice Meunier Quartet/Quintet (Barlay, 1956), mit William Boucaya, Raymond Fol, Pierre Michelot, Christian Garros, René Urtreger, Jean-Louis Viale
- For You, For Ever (RDC), mit Marcel Azzola, André Persiany, André Condouant, Didi Duprat, Bernard Tessier, Henry Tischitz, Luigi Trussardi, Roger Paraboschi.